# Информационный хайвей
Информационный хайвей (информационная магистраль, Information superhighway, infobahn) — термин, популярный в 90-е годы. Обозначал революционное развитие информационных сетей, в частности Интернета. Введен Альбертом Гором.
Под информационным хайвеем подразумевалось цифровое средство двусторонней связи на базе компьютерных технологий и волоконно-оптических линий связи, способных пропускать сигнал со скоростью во много раз большей, чем модемные онлайновые системы начала 90-х годов. Это позволило бы получить на выходе таких интерактивное видео, анимацию, HiFi стереозвук не хуже, чем в мультимедиа. Предполагался также значительно более широкий охват населения такими средствами связи.
Предполагалось, что передача информации через такую коммуникационную магистраль даст совершенно новые возможности (по сравнению с Интернетом в 1992—1993 годах). Например, для создания интерактивного телевидения: зритель смог бы выбирать из тысяч готовых программ, фильмов и передач, активно вмешиваться в создание и трансляцию новых передач — свободно переключаться с одной видеокамеры на другую или заставлять камеру поворачиваться в нужном направлении. Ожидалось, что эта система заменит телевидение, а также станет одновременно видеотелефоном и телестудией.
Информационная магистраль заявлялась как одна из самых важных новых идей в компьютерной индустрии. Активнейшее участие в проекте принимал руководитель корпорации Microsoft Билл Гейтс. Он посвятил идее большую часть своей книги Дорога в будущее. Гейтс, в частности, заявлял, что едва ли американское правительство сможет найти достаточно денег для строительства информационной магистрали, но с этим наверняка справится частный капитал.
По его словам фирма Microsoft тратила на исследования связанные с информационной магистралью сотни миллионов долларов ежегодно.

## Факты
Информационный хайвей был признан словом 1993 года Американским диалектным обществом.